# Улица Месиню
У́лица Ме́синю (лит. Mėsinių gatvė) — одна из улиц в Старом городе Вильнюса; до Первой мировой войны носила название Обжорного переулка, в период между мировыми войнами — улица Яткова. Располагается в старинном еврейском квартале. Короткая и узкая, соединяет улицу Вокечю (Vokiečių g.) с улицей Лигонинес (Ligoninės g.), пересекая улицы Ашмянос, Диснос, Шяулю.

## История
Улица сформировалась на границе традиционного еврейского и христианского кварталов. На ней по меньшей мере с XVII века располагались мясные лавки (откуда её название), по одну сторону — еврейские, по другую — христианские. Во время Второй мировой войны улица входила в территорию Большого гетто; была перегорожена на границе гетто, которой стал выход на улицу Вокечю.

## Характеристика

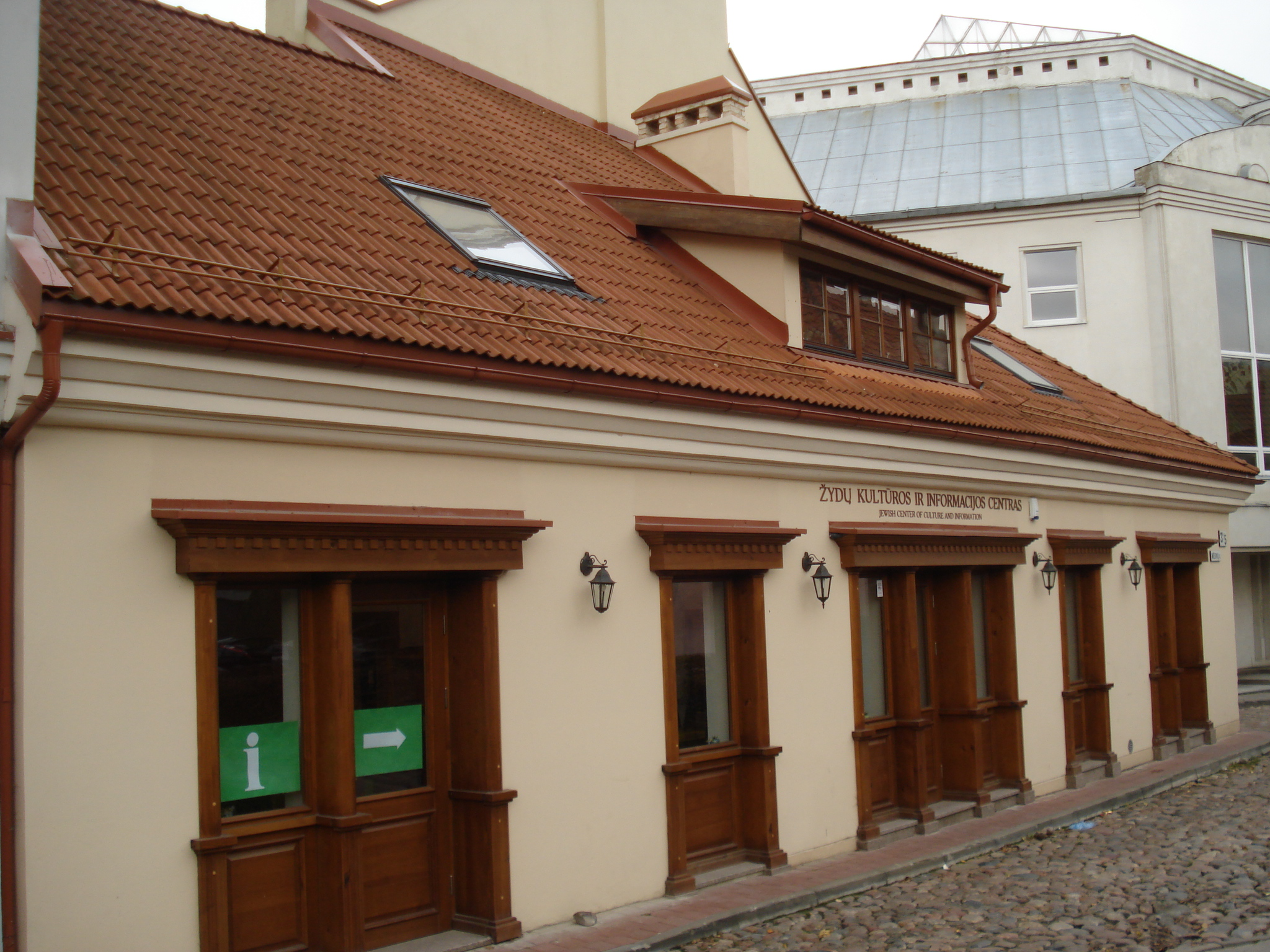
Центр еврейской культуры и информации (Месиню 3а / Ашмянос 5)

Длина улицы около 250 м. Нумерация домов начинается от улицы Вокечю. По правой западной стороне улицы нечётные номера, по левой восточной — чётные. Улица застроена зданиями от одного до трёх этажей старой застройки, в основном жилыми, с ресторанами, кафе, салонами на нижних этажах. Часть мостовой вымощена булыжником, часть заасфальтирована. Для движения автотранспорта часть улицы от Вокечю до Ашмянос закрыта.
В двухэтажном доме под номером 4 расположен популярный паб «Бродвей». Во дворе дома с тем же номером размещаются редакции периодических изданий Союза писателей Литвы — еженедельной газеты «Литература ир мянас» и журнал «Вильнюс».

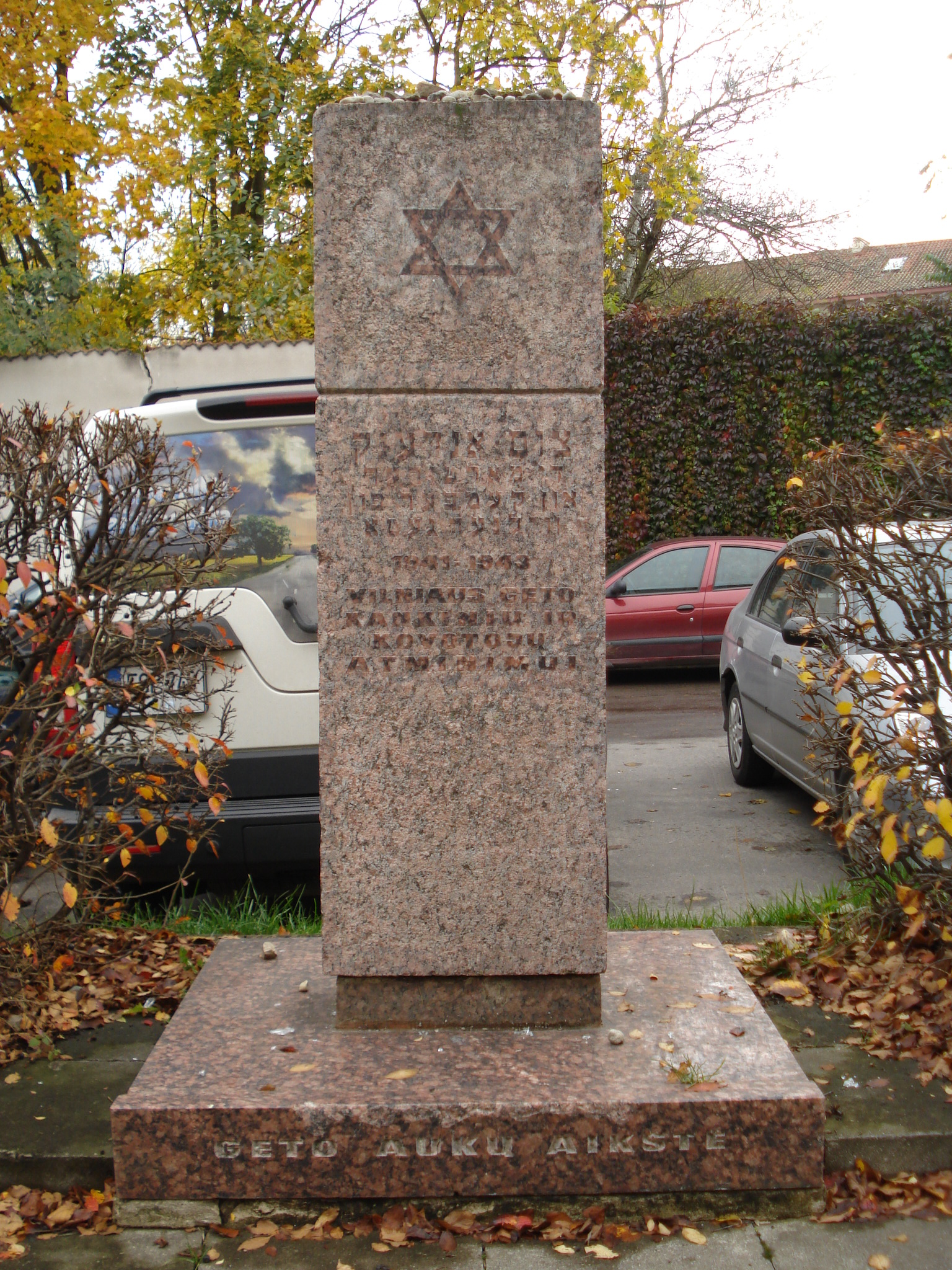
Памятник мученикам и героям гетто

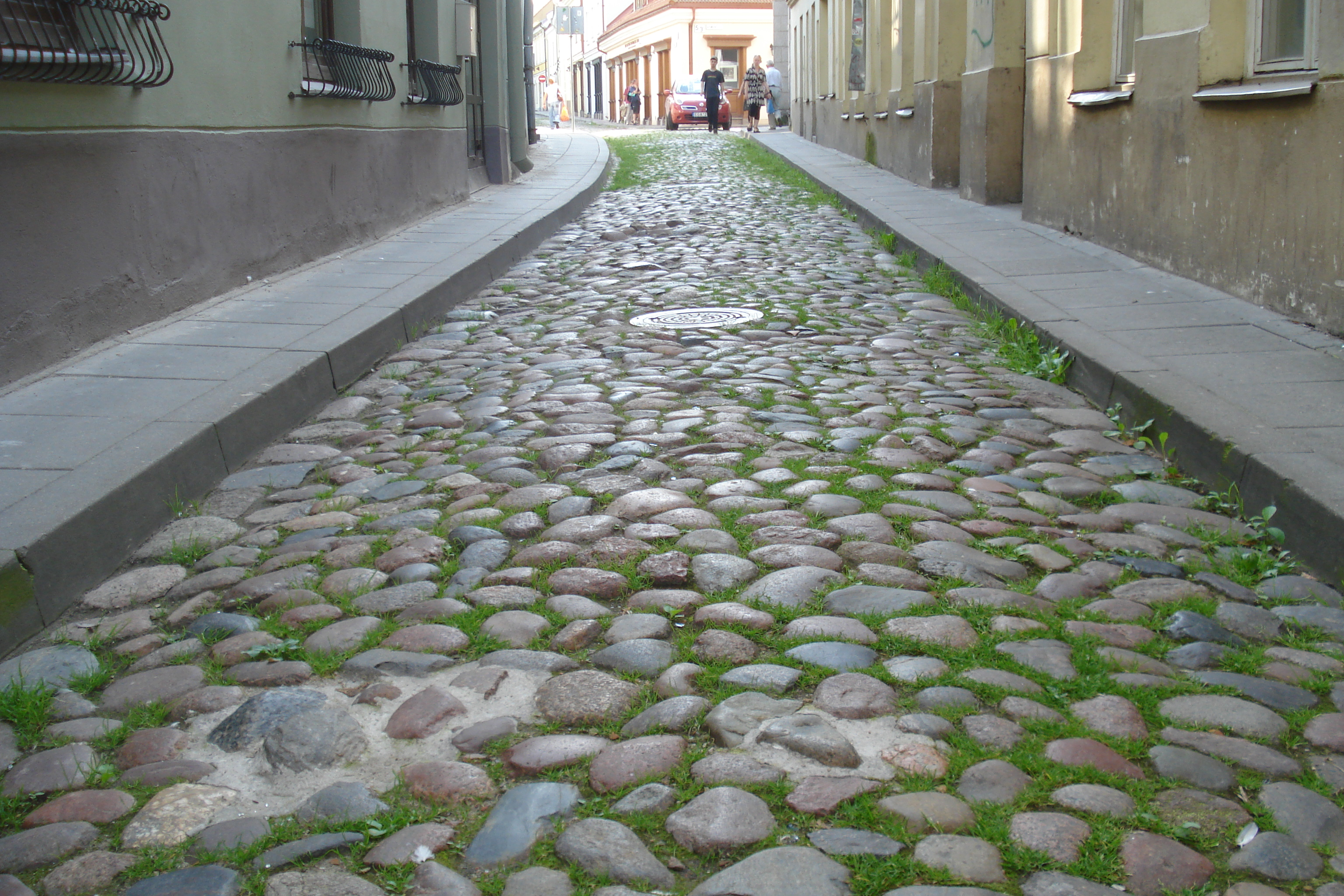
Булыжная мостовая Месиню

В одноэтажном угловом доме у перекрёстка с улицей Ашмянос 24 сентября 2007 года был открыт Центр еврейской культуры и информации (Žydų kultūros ir informacijos centras). Несколько далее, там, где улица выходит на площадь со сквером, образовавшуюся на месте снесённых после Второй мировой войны зданий, напротив Центра еврейской культуры и информации установлен памятник жертвам Вильнюсского гетто. На противоположной стороне сквера параллельно улице Месиню идёт улица Руднинку.
Двухэтажный угловой дом на перекрёстке с улицей Диснос под номером 5 занимает посольство Норвегии. Недалеко от него у перекрёстка с улицей Диснос 16 мая 2007 года при участии премьер-министра Литвы Гядиминаса Киркиласа был открыт невысокий (1,70 м) памятник «Гражданину Вильнюса доктору Цемаху Шабаду, прототипу доброго доктора Айболита» скульптора Ромаса Квинтаса. Памятник возведён по инициативе Фонда литваков и изображает девочку с кошкой на руках и популярного врача и крупного общественного деятеля памятник Цемаха Шабада (1864—1935).
Далее по левую сторону находится сквер, в нижних этажах зданий по правую сторону располагаются магазин сигар, ювелирный салон, салон изделий из кожи, магазин свадебных платьев, издательство «Кронта».